# Карсдорф
Карсдорф (нім. Karsdorf) — громада в Німеччині, розташована в землі Саксонія-Ангальт. Входить до складу району Бургенланд. Складова частина об'єднання громад Унструтталь.
Площа — 19,84 км2. Населення становить 1394 ос. (станом на 31 грудня 2021).

## Галерея

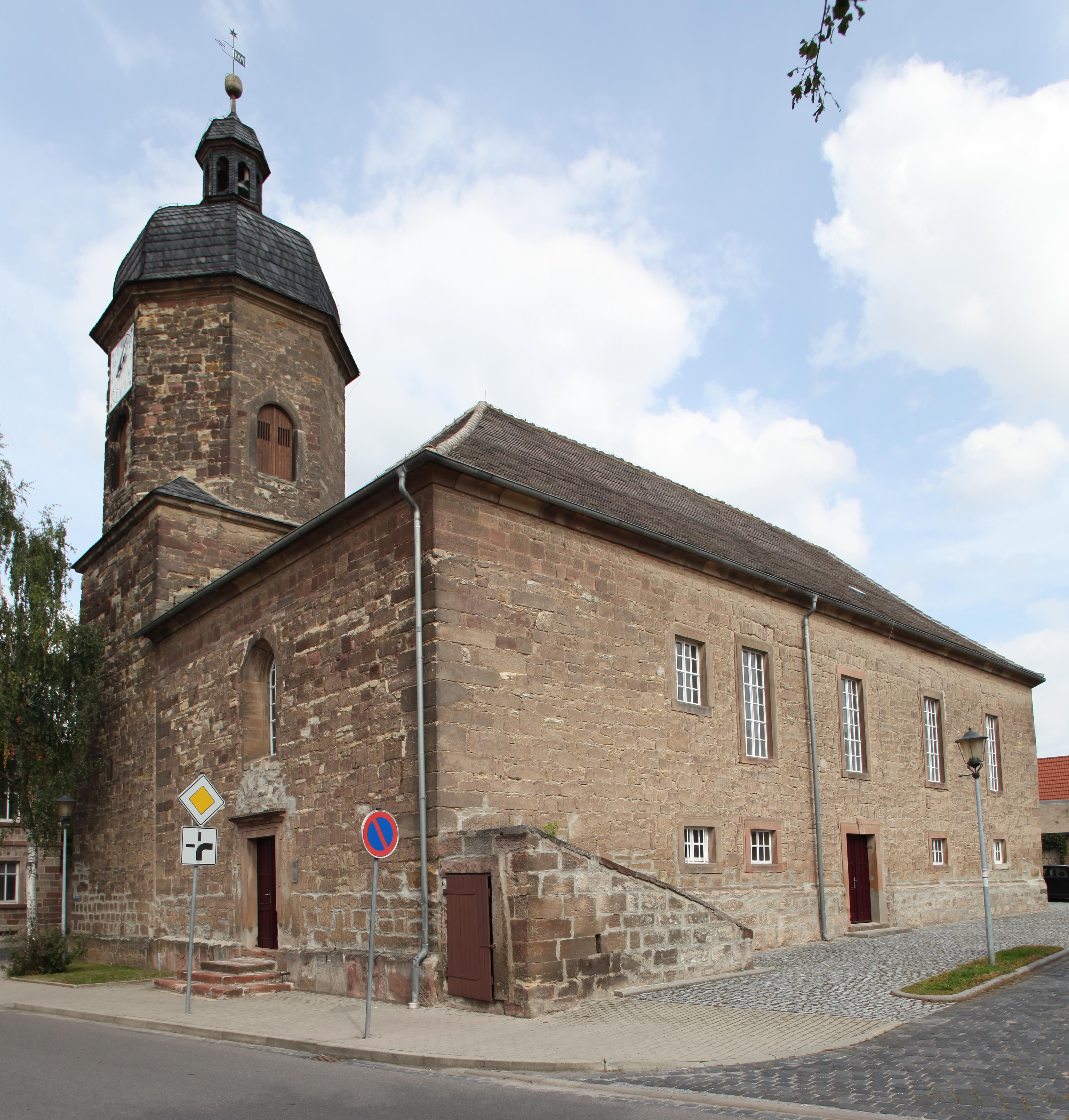
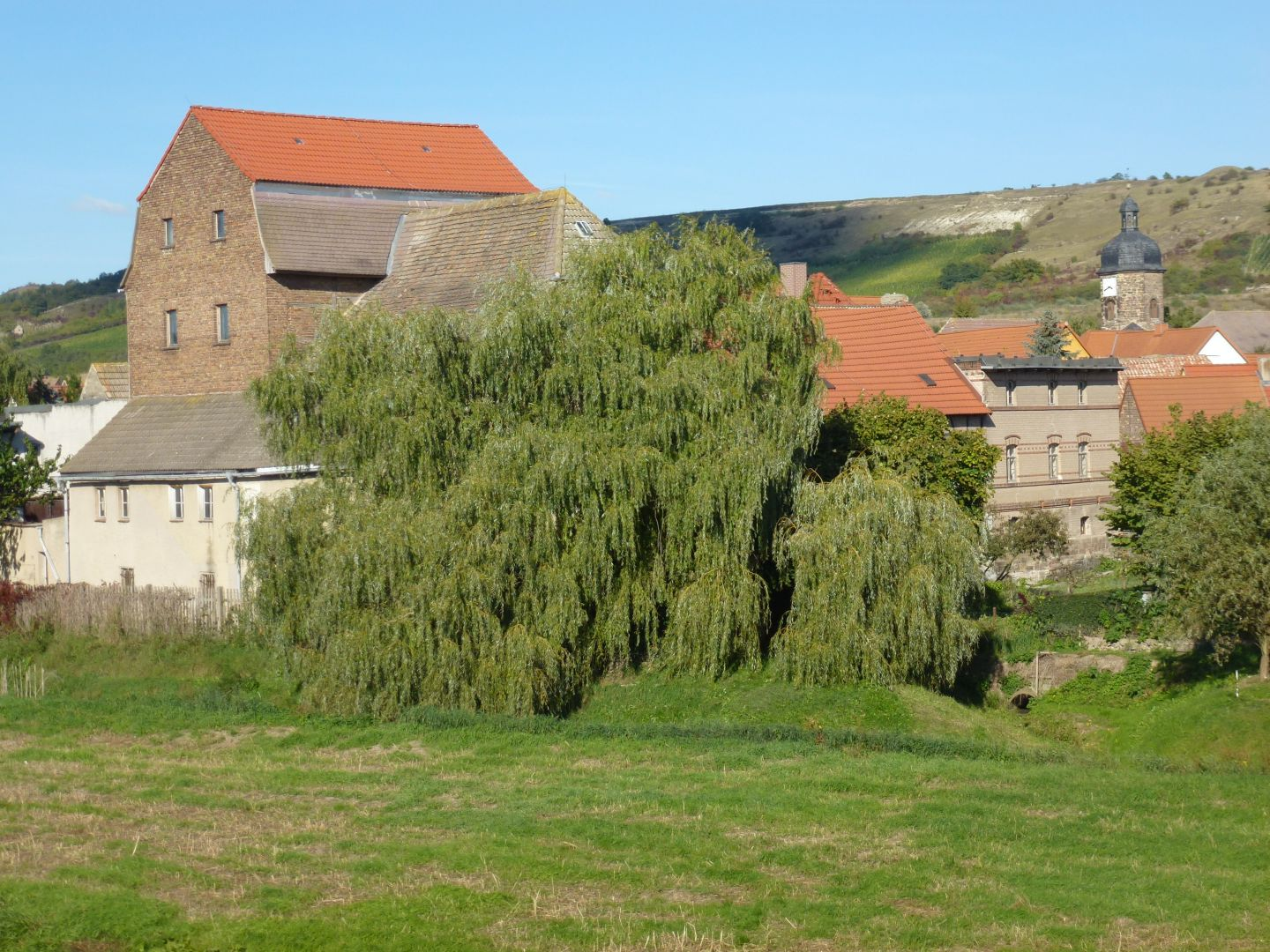
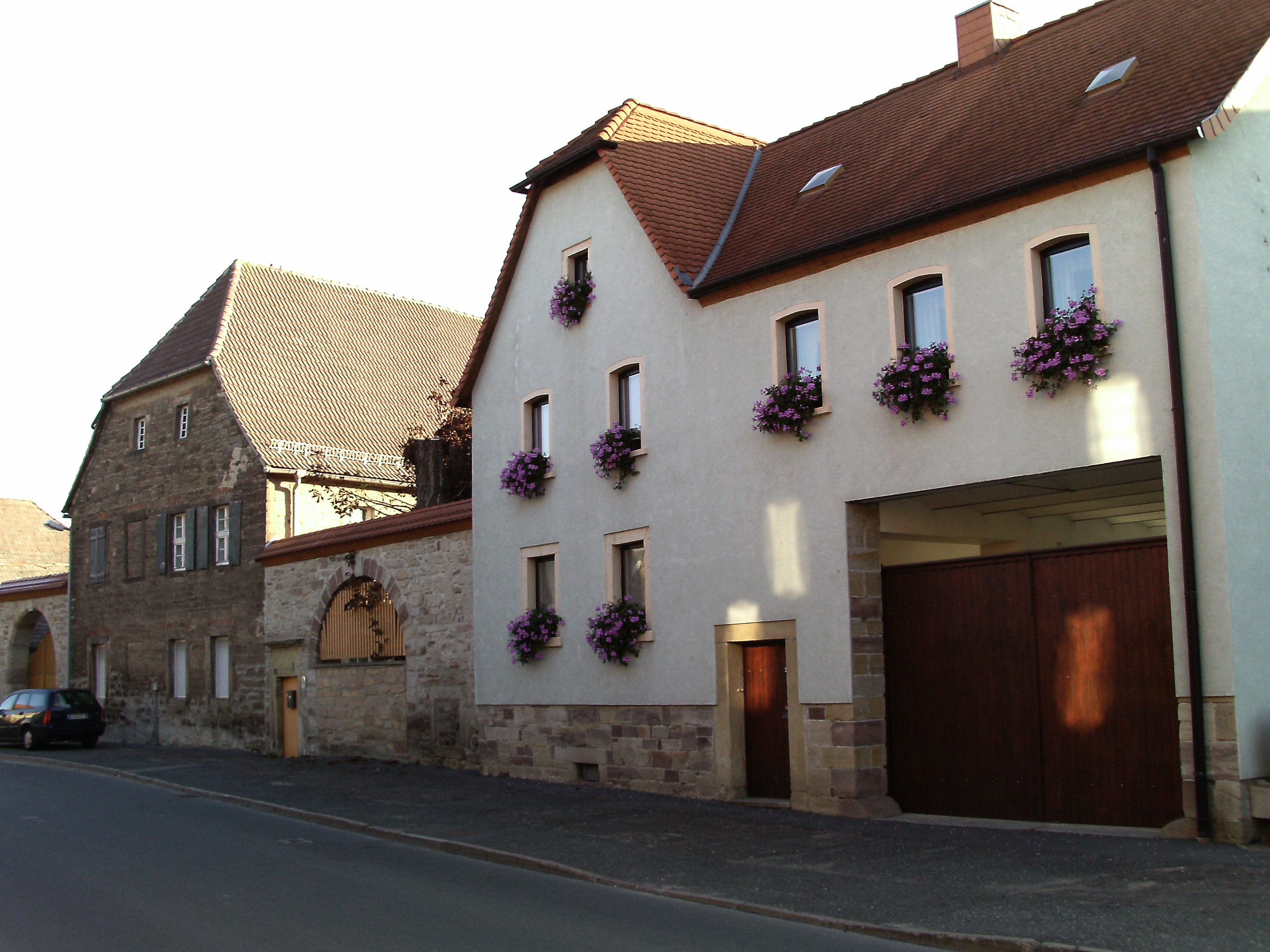
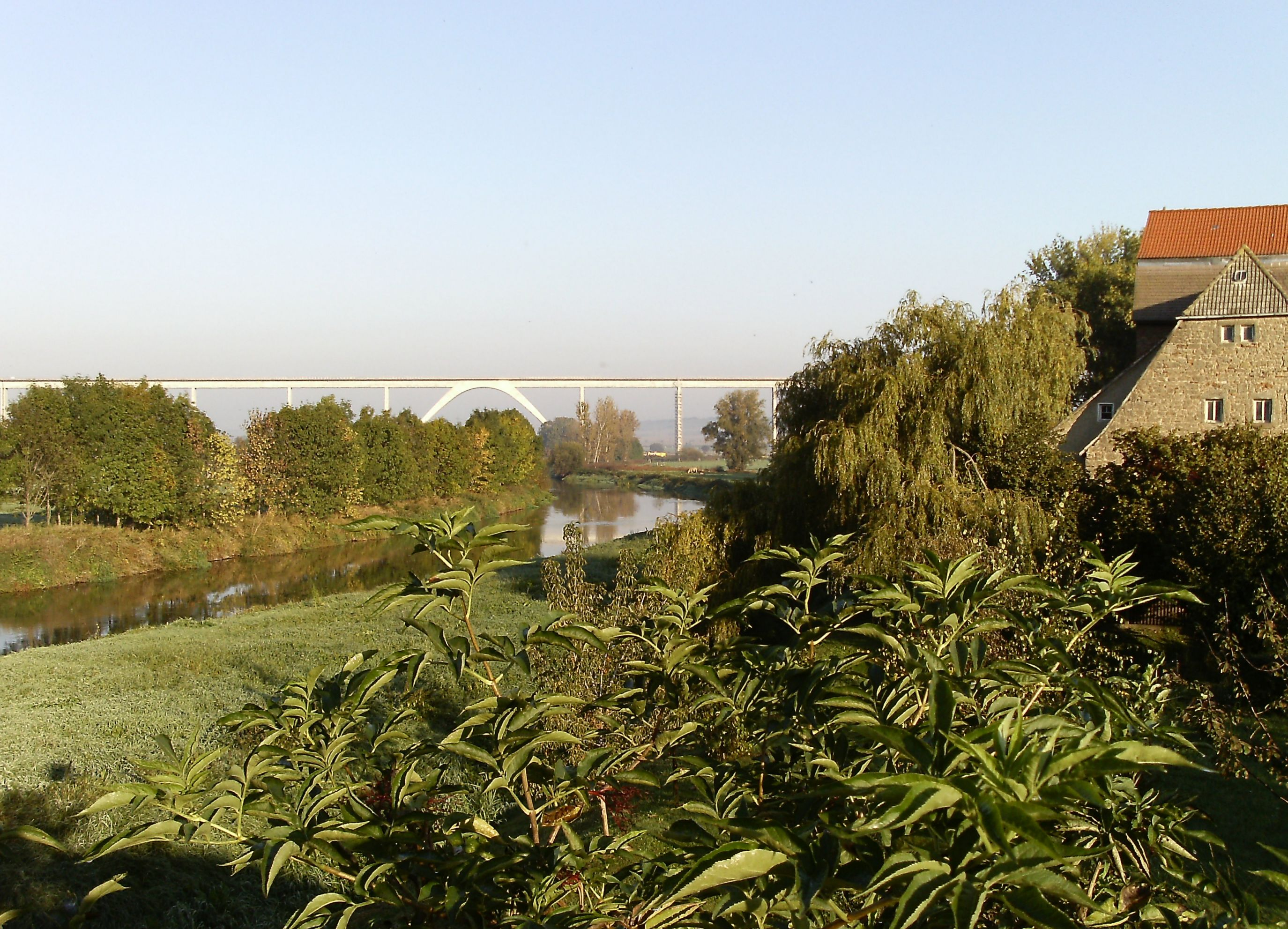
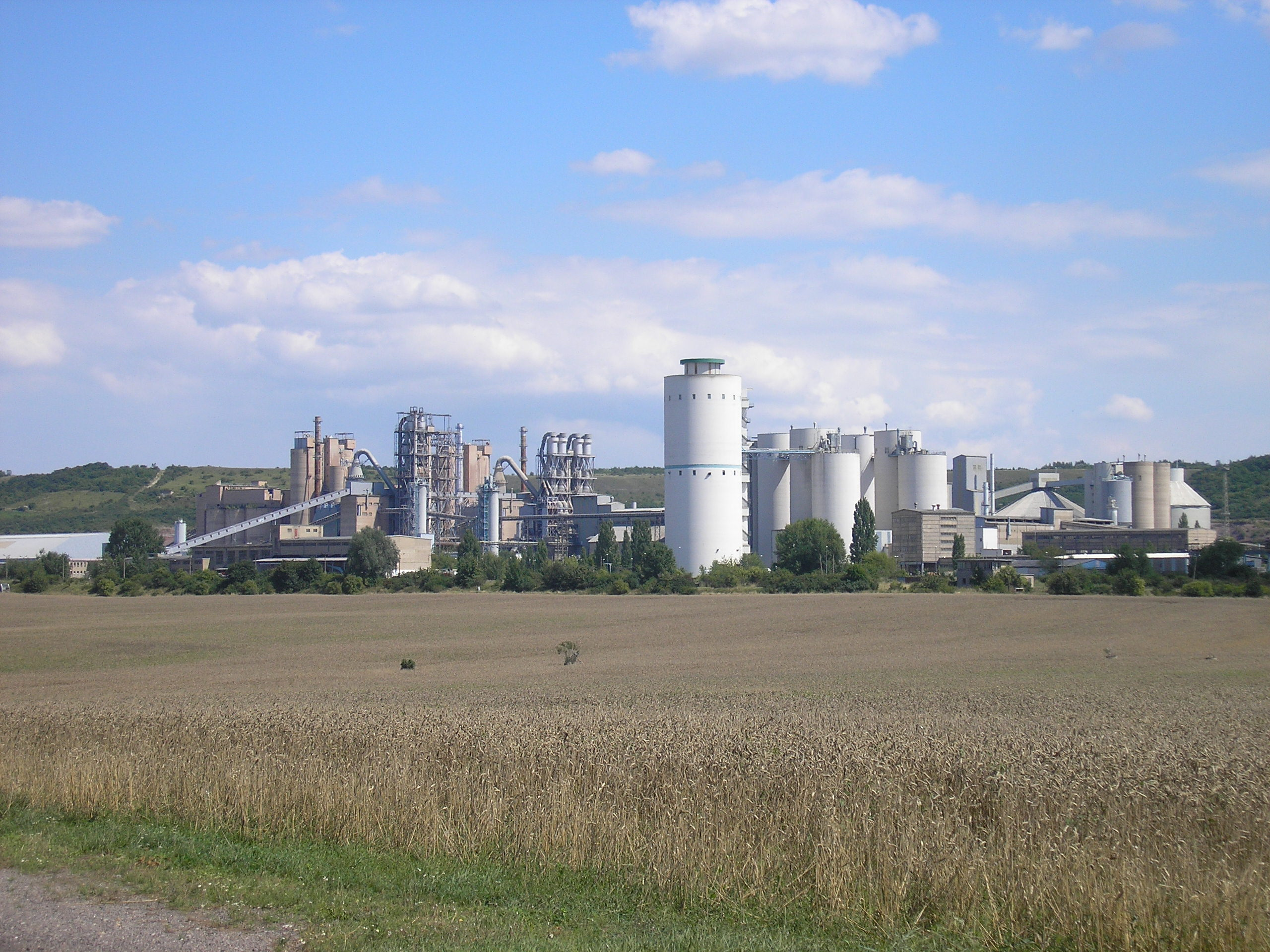
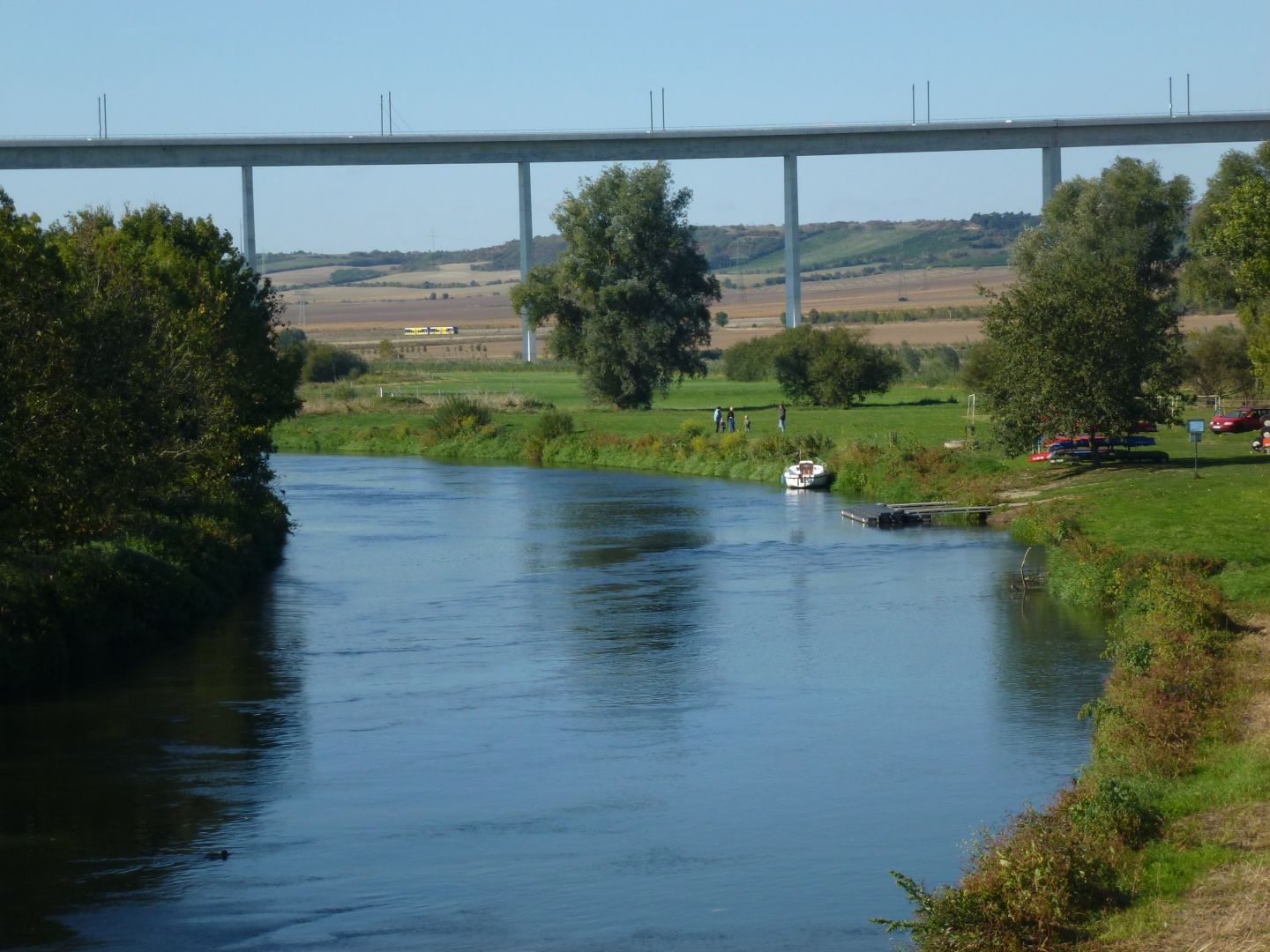